# Type 92 (obice)
Il Tipo 92 è un cannone d'accompagnamento per la fanteria giapponese, introdotto nel 1932; la specialità apparve essenzialmente nella prima guerra mondiale, ma soprattutto nel periodo tra le due guerre venne sviluppata e curata da numerosi eserciti.

## Caratteri generali
Si trattava di un'arma molto piccola, tuttavia molto simile ad un tipico pezzo d'artiglieria campale, ossia un cannone o obice divisionale, per cui se visto senza oggetti (tipicamente, i suoi serventi) di riferimento poteva sembrare un pezzo a grandezza "normale". Questa arma era invece un minuscolo pezzo d'artiglieria assegnato a livello di battaglione, ruolo che nel futuro sarebbe stato occupato dai mortai medi. La sua caratteristica era una bocca da fuoco estremamente corta, un piccolo scudo e dimensioni estremamente contenute in generale, ma la squadra di servizio era di ben dieci uomini, in quanto in genere questo cannone veniva manovrato a mano, e vi era la necessità anche di trasportare a piedi un certo numero di munizioni. Il numero dei serventi del cannone di per sé era invece di cinque uomini, che oltre a manovrare il pezzo lo tiravano grazie alla presenza di funi e punti d'appoggio vari.
Le ruote del cannone (fatte di metallo alleggerito con 8 fori e rinforzate con altrettante nervature) erano ripiegabili, trasformandosi in una piastra d'appoggio, ma soprattutto consentivano di diminuire l'altezza, già molto ridotta. Le granate erano HE (high explosive - esplosivo ad alto potenziale), nebbiogene, shrapnel, ma non mancavano anche quelle perforanti sia pure di efficacia praticamente nulla. La velocità ottenibile con questo cannone era di appena 198m/s, anche se la gittata raggiungeva nondimeno i 2750m. 
La struttura del cannone comprendeva, oltre alle due ruote, la canna, lunga appena 9 calibri, un leggero scudo, due manovelle per regolare alzo e direzione, una lunga coda con due piccoli vomeri in serie. Il peso era veramente ridotto, circa un decimo di un'arma divisionale di simile calibro.

## Utilizzo

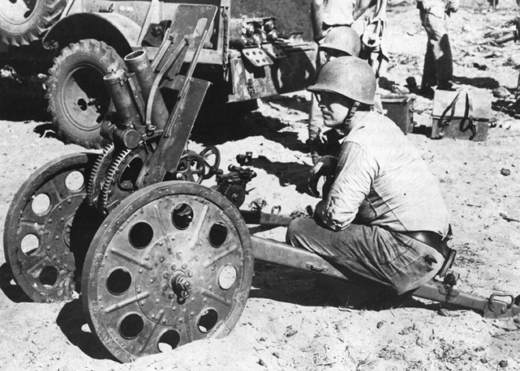
Tipo 92 catturato dagli statunitensi a Guadalcanal nel 1942

La gittata pratica (contro obiettivi puntiformi) si riduceva a circa la metà, ma nell'insieme la vera essenza di questo cannone era il tiro ravvicinato, contro obiettivi chiaramente visibili ad occhio nudo, oppure nel tiro a lungo raggio, contro obiettivi aerei. Notare bene, non solo l'alzo era leggermente superiore ai 45 gradi, ma esistevano anche cariche variabili per regolare la gittata, proprio come un obice. 
Le granate HE erano estremamente efficaci, come anche quella shrapnel, utilizzate soprattutto contro la fanteria ammassata e numerosa dei cinesi. Quello che mancava era in concreto un proiettile HEAT controcarro, la munizione perforante era troppo lenta per effettivamente perforare corazze di un qualche spessore pratico.
L'uso che i giapponesi fecero di questo pezzo d'artiglieria, nelle innumerevoli campagne belliche degli anni trenta e quaranta, era spesso non basato sull'impiego di armi in batteria, ma il tiro isolato in azioni di disturbo. Spesso un'unica arma era portata avanti, vicino alle linee nemiche, veniva sparata una rapida salva di cannonate e poi si spostava rapidamente, tenendo in scacco grosse formazioni alleate con il minimo sforzo. Vi sono numerose testimonianze che parlano dell'uso del Tipo 92, ufficialmente considerato un cannone (quando era invece un obice) come di un vero mortaio, perché con l'alzo a 50 gradi e la carica minima, poteva colpire nel secondo arco anche a 100 metri. Il vantaggio rispetto ai cannoni veri e propri era che con il tiro nel secondo arco si potevano colpire obiettivi nascosti da ostacoli, e con proiettili cadenti su di essi con un migliore angolo per sfruttare la frammentazione radiale delle munizioni, tanto più efficace quanto più perpendicolare alla superficie da colpire. Nella giungla della Birmania e della Malaysia, come in innumerevoli altre isole, la mobilità e la velocità d'impiego di questo cannone si dimostrò molto importante, e i giapponesi la sfruttarono al meglio.
La gittata era limitata, ma nelle condizioni di visibilità tipiche di tali ambienti era spesso più che sufficiente. Rispetto ai mortai, il cannone Tipo 92 si poteva considerare complessivamente inferiore, ma poteva sparare a tiro diretto, cosa spesso fondamentale per attaccare i bersagli che capitavano a pochi metri di distanza, e non richiedeva nessun lavoro di assemblaggio e smontaggio per cominciare e terminare le azioni di fuoco, per cui passava subito dalla marcia al fuoco e viceversa. La sua installazione su veicoli blindati, possibile e vantaggiosa con i carri leggeri, non ebbe luogo se non in pochi mezzi sperimentali. Grandi quantità di queste armi caddero nelle mani dei cinesi dopo la resa giapponese e furono usati dall'Armata Rossa Cinese fino alla metà degli anni cinquanta.